# MOL 20.000-TEU-Typ
Der MOL 20.000-TEU-Typ ist eine Baureihe von sechs Containerschiffen der japanischen Reederei Mitsui O.S.K. Lines. Das erste Schiff der Reihe, die MOL Triumph, wurde im März 2017 in Dienst gestellt und war seinerzeit größtes Containerschiff der Welt mit der größten Stellplatzkapazität.

## Geschichte
Die Baureihe wurde Anfang März 2015 von der Reederei MOL mit Ablieferung im Jahr 2017 in Auftrag gegeben. Vier der jeweils 154,89 Millionen US-$ teuren Einheiten des Typs Samsung 20000 wurden bei Samsung Heavy Industries in Südkorea für MOL gebaut. Zwei weitere Schiffe des Typs Imabari 20000 wurden für die japanische Reederei Shoei Kisen Kaisha bei Imabari Shipbuilding in Japan gebaut und nach der Fertigstellung in Langzeitcharter für MOL betrieben. Die Schiffe werden im Liniendienst zwischen Europa und Ostasien eingesetzt.
Seit 2018 fahren die Schiffe für Ocean Network Express, ein Joint Venture von Nippon Yusen Kaisha, Mitsui O.S.K. Lines und “K” Line.

## Technik

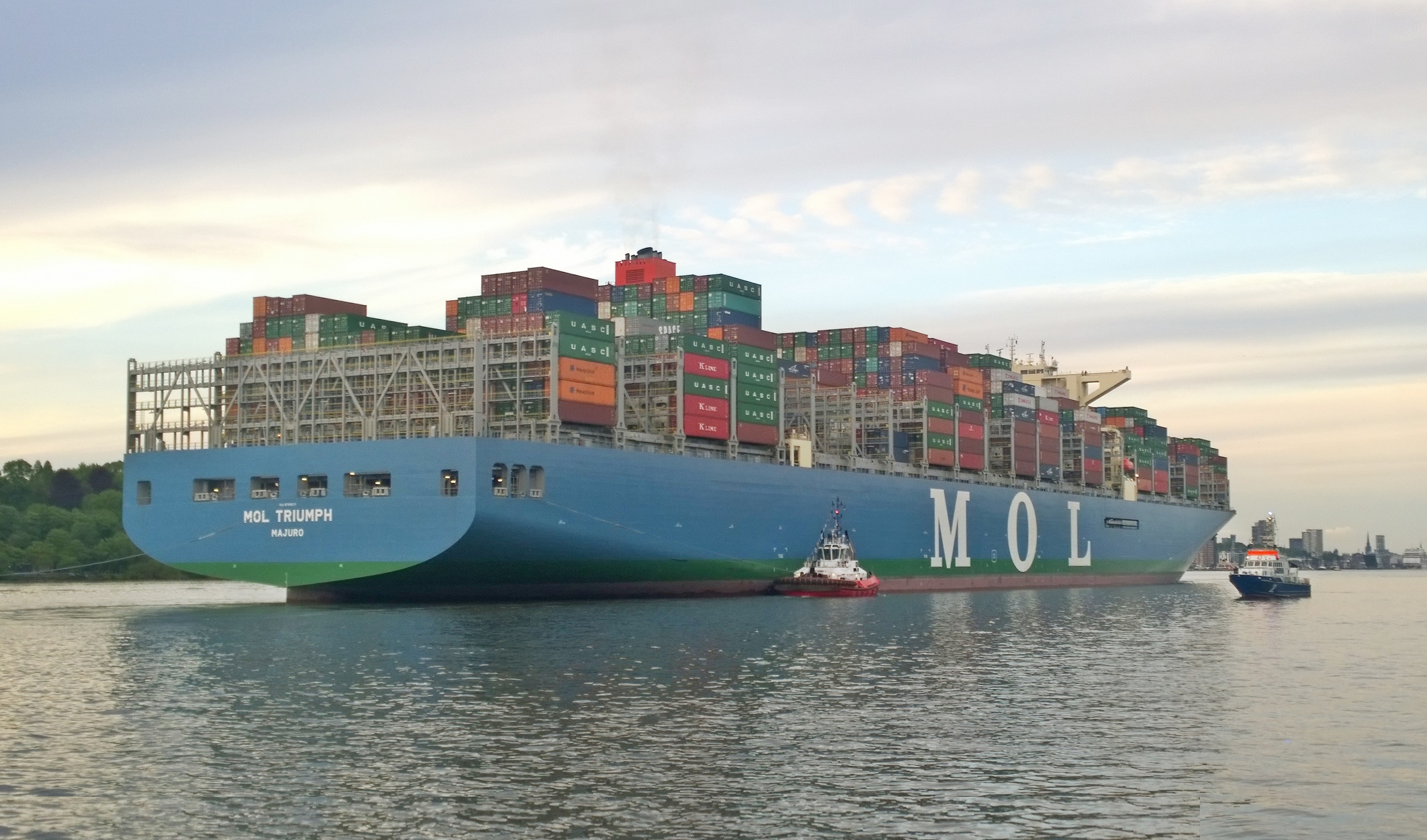
Die MOL Triumph vor Hamburg – Heckansicht

Die beim Lloyd’s Register klassifizierten Schiffe zählen zur Gruppe der ULCS-Containerschiffe. Sie haben vergleichbare Abmessungen wie die Einheiten der Triple-E-Klasse, des CSCL-Globe-Typs und der Olympic-Serie, aber eine größere Anzahl an Container-Stellplätzen.
Schiffbaulich sind die Schiffe wie die Mehrzahl der schon in Betrieb befindlichen ULCS-Baureihen ausgelegt. Das Deckshaus ist etwa am Ende des vorderen Schiffsdrittels angeordnet, was einen verbesserten Sichtstrahl und somit eine höhere vordere Decksbeladung ermöglicht, während Schornstein und Maschinenanlage im hinteren Drittel liegen. Vor dem Deckshaus befinden sich acht 40-Fuß-Bays, dahinter 11 Bays und hinter dem Maschinenaufbau fünf weitere Bays. Die Bunkertanks sind unterhalb des Aufbaus angeordnet; sie erfüllen die einschlägigen MARPOL-Vorschriften. Die Laderäume der Schiffe werden mit Pontonlukendeckeln verschlossen. Die maximale Containerkapazität wird mit 20.170 TEU angegeben. Weiterhin sind Anschlüsse für Integral-Kühlcontainer vorhanden.
Der Antrieb der Schiffe besteht aus jeweils einem Zweitakt-Dieselmotor des Typs MAN B&W G95ME, der auf einen einzelnen Festpropeller wirkt. Die Hauptmotoren sind für den Betrieb mit Flüssigerdgas als Treibstoff ausgelegt. Die Schiffe erfüllen den Energy Efficiency Design Index der IMO.
2022 wurde die ONE Trust als größtes Containerschiff mit einem windabweisenden Bug ausgestattet.

## Die Schiffe
| MOL 20.000-TEU-Typ | MOL 20.000-TEU-Typ      | MOL 20.000-TEU-Typ | MOL 20.000-TEU-Typ                                   | MOL 20.000-TEU-Typ         |
| Bauname            | Bauwerft/ Baunummer     | IMO-Nummer         | Kiellegung Stapellauf Ablieferung                    | Umbenennungen und Verbleib |
| ------------------ | ----------------------- | ------------------ | ---------------------------------------------------- | -------------------------- |
| MOL Triumph        | SHI/2167                | 9769271            | 17. Dezember 2015 18. Januar 2017 27. März 2017      | 2022: ONE Triumph          |
| MOL Trust          | SHI/2168                | 9769283            | 18. Dezember 2015 Februar 2017 1. Juni 2017          | 2022: ONE Trus             |
| MOL Tribute        | SHI/2169                | 9769295            | 21. Dezember 2015 - 10. Juli 2017                    | 2022: ONE Tribute          |
| MOL Truth          | Imabari, Saijo/ 8180    | 9773210            | 21. Dezember 2015 9. Juni 2017 31. Oktober 2017      | 2023: ONE Truth            |
| MOL Tradition      | SHI/2170                | 9769300            | 24. Dezember 2015 - 31. August 2017                  | 2022: ONE Tradition        |
| MOL Treasure       | Imabari, Marugame/ 1800 | 9773222            | 21. Dezember 2015 19. September 2017 31. Januar 2018 | 2023: ONE Treasure         |